# Пшелевице (гмина)
Пшелевице (пол. Przelewice) — сельская гмина (волость) в Польше, входит как административная единица в Пыжицкий повет, Западно-Поморское воеводство. Население — 5273 человека (на 2005 год).